# 德国网球联合会
德国网球联合会（德語：Deutscher Tennis Bund，简称DTB），是德国对网球运动和网球俱乐部的伞状管理机构。它是全球最大的网球协会，拥有近9000个网球俱乐部的约140万名会员。
该联合会于1902年5月19日在德国柏林成立，最初名为德国草地网球联合会（Deutschen Lawn Tennis Bund，简称DLTB），是世界上最古老的体育协会之一。其首任会长是卡尔·奥古斯特·冯·德·梅登，担任会长的时间为1902年到1911年。1920年，它从名称中去掉了“草地”一词。
该协会主办德国国际网球公开赛（在汉堡罗滕堡），以及戴维斯杯和比利·简·金杯的主场比赛。